# Affori Centro
Affori Centro – stacja metra w Mediolanie, na linii M3. Znajduje się na via Pellegrino Rossi, w Mediolanie i zlokalizowana jest pomiędzy stacjami Affori FN i Dergano.